# Bulbophyllum keekee
Bulbophyllum keekee är en orkidéart som beskrevs av Nicolas Hallé. Bulbophyllum keekee ingår i släktet Bulbophyllum och familjen orkidéer. Inga underarter finns listade i Catalogue of Life.